# Kärrbäck, Haparanda kommun
För andra platser benämnda Kärrbäck, se Kärrbäck. För andra platser benämnda Keräsjoki, se Keräsjoki
Kärrbäck (finska: Välikoski, historiskt: Keräsjoki) är en by i Haparanda kommun, belägen cirka 33 kilometer norr om Haparanda, söder om ån Keräsjoki och på båda sidorna av den gamla Haparandabanan. Byn korsas även av länsväg 767 som går mellan Lappträsk väster om Kärrbäck och Karungi öster om Kärrbäck.
Fastigheterna i byn har beteckningen Keräsjoki men gatuadresserna har namnet Kärrbäck. I november 2016 fanns det enligt Ratsit 76 personer över 16 år registrerade med Kärrbäck som adress.
Kärrbäck utsågs i februari 2007 till "årets by 2006" av kommunfullmäktige i Haparanda kommun.

## Historik
Saivaaraboplatsen är en stenåldersboplats i Kärrbäck. Denna stenåldersboplats är en av de största kända boplatserna i Barentsregionen. Vid folkräkningen den 31 december 1890 bodde det 276 personer i byn Keräsjoki i Karl Gustavs socken, vilken inte ska blandas ihop med byn Keräsjoki i Nedertorneå socken. Under 2017 lade Skanova ner det kopparbaserade telenätet på orten.

### Järnväg
I Kärrbäck fanns det en järnvägsstation som kom till år 1913 vid den då nybyggda Haparandabanan. Någon gång efter år 1969 eller mycket senare så revs stationen, och en mindre hållplats byggdes som funnits på plats senast år 1985. År 1986 slutade tågen att stanna här.
Från 1938 fanns även en rälsbusshållplats som hette Välikoski och även den var aktiv till 1986.

### Administrativ tillhörighet
Kärrbäck ligger i den 1783 bildade Karl Gustavs socken, som i samband med kommunreformen 1863 bildade Karl Gustavs landskommun. Denna landskommun upphörde 1967 när den inkorporerades i Haparanda stad, som genom kommunreformen 1971 ombildades till Haparanda kommun, som Kärrbäck sedan dess har tillhört.